# Scoliokona tetrapora
Scoliokona tetrapora is een vlinder uit de familie wespvlinders (Sesiidae), onderfamilie Sesiinae.
Scoliokona tetrapora is voor het eerst wetenschappelijk beschreven door Diakonoff in 1968. De soort komt voor in het Oriëntaals gebied.